# Seznam brazilskih novinarjev
Seznam brazilskih novinarjev.

## A
- José de Alencar
- Amaury mlajši

## B
- Leo Batista
- Pedro Bial

## C
- Antônio Callado
- Boris Casoy
- Sérgio Chapelin

## F
- Adonias Filho

## G
- Marília Gabriela
- Alexandre Garcia
- Luciana Gimenez

## I
- Monica Iozzi

## K
- Alexandre Kadunc (slov. rodu)
- Angélica Ksyvickis

## L
- Gugu Liberato

## M
- Renato Machado
- Cecília Meireles
- Cid Moreira
- Wagner Moura

## Q
- Rachel de Queiroz

## R
- Graciliano Ramos
- João Ubaldo Ribeiro
- Cassiano Ricardo
- Sílvio Romero

## S
- Sebastião Salgado
- Silvio Santos
- Fausto Silva
- Jô Soares

## U
- Marcos Uchôa

## V
- Renata Vasconcelos